# آلینا جیدکووا
 آلینا جیدکووا (انگلیسی: Alina Jidkova؛ زادهٔ ۱۸ ژانویهٔ ۱۹۷۷) یک تنیس‌باز اهل روسیه است.